# 上杉頼成
上杉 頼成（うえすぎ よりなり）は、鎌倉時代末期から南北朝時代にかけての武将。上杉家の祖・上杉重房の孫。

## 略歴
御厩奉行に任命され、のちに相模国と丹後国の守護代となる。甥である足利高氏に従って各地を転戦し、延元3年/建武5年（1338年）1月には北畠顕家を奈良で撃退した。
多くの男子を持つが、藤成の系統は扇谷上杉家へ、藤景・藤明の系統は長尾氏を継いで佐貫長尾氏へ、氏明の系統は萩原氏へと血統を残した。